# Brytgaffel

Brytgaffel är ett verktyg som används vid t.ex. byte av kulleder, spindelleder och andra förbindningar på till exempel ett fordon. Det är ofta tillverkat i metall. Brytgaffel är ett enklare och billigare alternativ till avdragare.